# George Belknap
Pour les articles homonymes, voir Belknap.
George Eugene Belknap, né le 22 janvier 1832 à Newport (New Hampshire) et mort le 7 avril 1903 à Key West, est un rear admiral de l'United States Navy.

## Biographie
Né à Newport dans le New Hampshire, il devient midshipman en 1847. Il commande le monitor Canonicus lors des attaques contre Fort Fisher et le sloop de guerre Hartford lors de l'expédition de Formose en 1867. Belknap est l'officier supérieur qui intervient lors des émeutes survenues à Hawaï après l'élection de David Kalākaua comme roi en 1874. À l'époque, il servait depuis 1873 en tant que commandant du sloop de guerre USS Tuscarora (en) en mission pour effectuer des sondages en haute mer dans le Pacifique Nord pour aider à identifier le meilleur tracé possible pour la pose d'un câble sous-marin entre les États-Unis et le Japon. Durant ces sondages, il découvre la fosse du Tusarora, aujourd'hui connue sous le nom de fosse du Japon. Cette fosse sera le plus profond sondage effectué (8 514 m) jusqu'à la découverte en 1899 de la fosse des Mariannes.
Belknap commande l'Observatoire naval des États-Unis de 1885 à 1886 et le chantier naval de Mare Island de 1886 à 1890. Il est nommé rear-admiral le 12 février 1889. Il commande l'Asiatic Squadron du 4 avril 1889 au 20 février 1892 et prend sa retraite de la Marine le 22 janvier 1894.
En août 1902, Belknap et sa femme visitent le Royaume-Uni dont Devonport en tant qu'invités du contre-amiral William Hannam Henderson (en), l'amiral surintendant du chantier naval.
Belknap et sa femme vivent à Brookline (Massachusetts) après sa retraite. Le 7 avril 1903, il meurt à Key West, en Floride, alors qu'il y est présent pour conseiller le département de la Marine sur l'emplacement potentiel d'une base navale. Le 13 avril 1903, il est inhumé avec les honneurs militaires au Cimetière national d'Arlington. Le cortège funèbre à la St. John's Episcopal Church est accompagné de deux bataillons de marines américains et d'un bataillon d'ingénieurs de l'armée américaine.

## Hommages
- Le USS Belknap (DD-251) (en), le USS Belknap (CG-26) et la classe Belknap, ont été nommés en son honneur.